# Horror

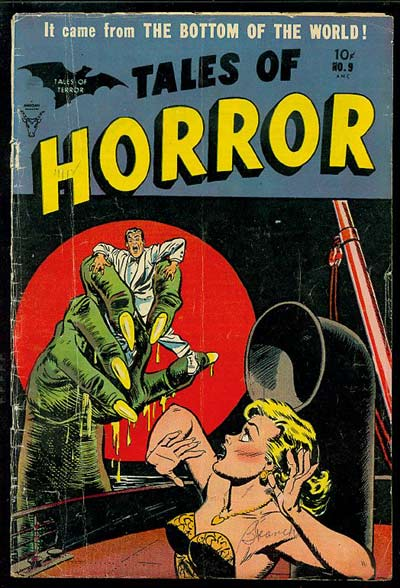
A Tales of Horror című horror képregény borítója (1954)

A horror olyan irodalmi műfaj, amelynek középpontjában a félelem áll. Habár alapvetően irodalmi művekről van szó, megjelenhet más ágazatokban is, melyek közül a legtipikusabb a film.

## A szó eredete
A latin eredetű angol szó jelentése iszonyat, rémület.

## Bemutatása
A horror különálló műfaj, aminek semmi köze sincs a háborúk vagy természeti katasztrófák borzalmaihoz. Habár ezek önmagukban jelentenek szörnyűséges dolgokat, irodalmi értelemben nincs kapcsolatuk a horror műfajával és témáival. 
A horror célja az emberi félelemmel való játék, a félelemkeltés. Fontos tulajdonsága, hogy mint irodalmi műfaj, az olvasó önmaga is belemegy ebbe a játékba, miközben végig tudja, hogy félelme csupán a képzelet szülötte és így alaptalan. 
A horrornak nem célja semmilyen erkölcsi tanulság elérése, pusztán a borzongással keltett szórakoztatás. Ebből a szempontból a horror igen eltér a klasszikus irodalmi műfajoktól.

## A műfaj rövid története
A horror viszonylag új keletű műfaj, ami először a 18. században kezdett megjelenni. Előfutára az angol gótikus regény, a német Schauer-roman és a francia roman noir volt. Habár bizonyos formában a tizennyolcadik század előtt is létezett már a horror műfaja, modern alakjában és témáival akkortájt jelent csak meg. 

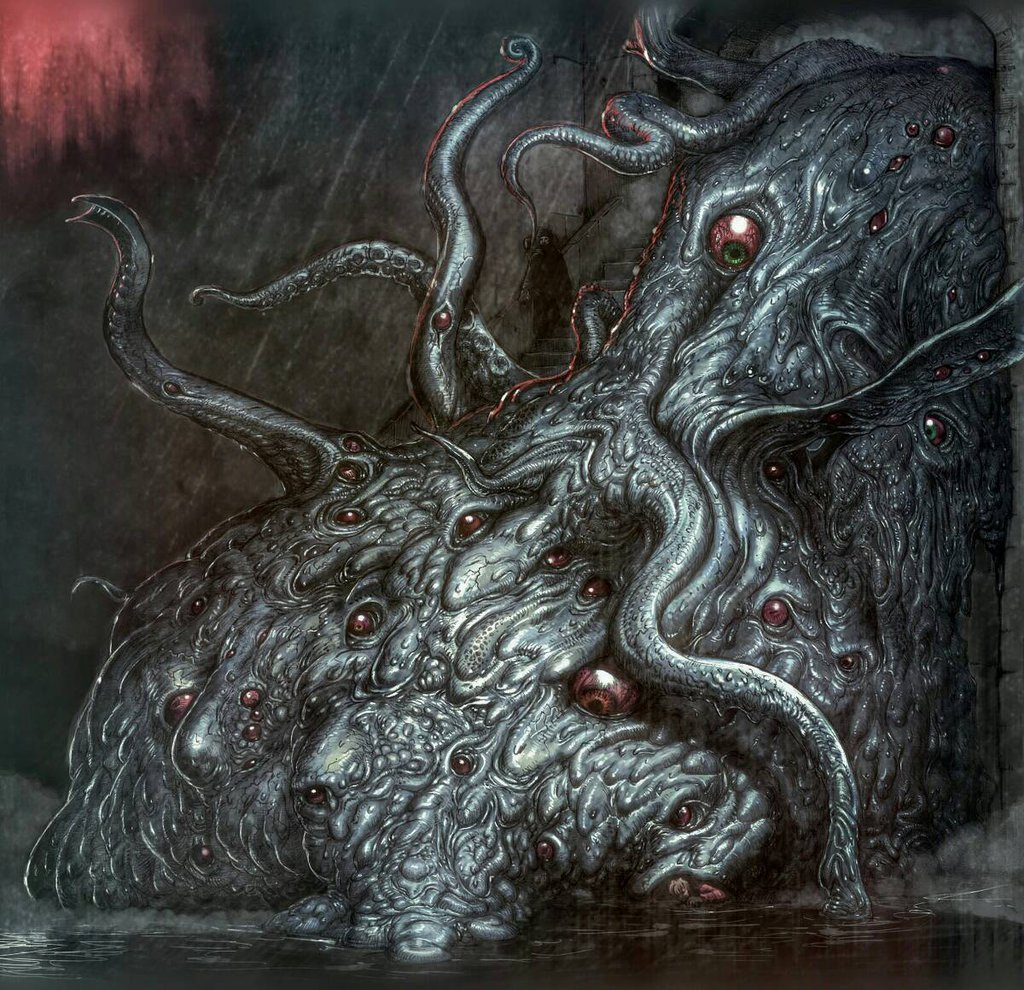
Shoggoth, Lovecraft egyik iszonytató teremtménye

A modern horror alapvetően szakított a gótikus regényekkel. Ezekben a sötét oldalnak nem szerepel világos ellenpárja és a gonosz erőket nem ellensúlyozza egy hasonló hatalmú jó. A horror a visszavonhatatlansága és megmásíthatatlansága miatt lesz alapvető és elemi. A főhősöknek egyedül kell szembenézni a borzalmakkal és gyakran csak esélytelen áldozatok lesznek belőlük. A történet végét általában nem zárja megnyugtató lezárás, győzelem vagy happy end. Az olvasóban megmarad a történet által keltett feszültség. Mivel a történet szereplői sem igazi hősök, ezért bukásuk sem jár együtt tragédiával vagy katarzissal, bár maga a téma lehet tragikus.

## A horror csoportosítása
Két alapvető csoportra lehet felosztani a horror témájú műveket. Természetesen a határvonalak sokszor elmosódottak közöttük, hiszen az írók vegyesen alkalmazzák ezek elemeit.
A műfaj egyik része a pszichológiai vonatkozását ragadja meg. Ezekben a művekben hangsúlyosabb a történések lelki vonatkozása. Habár gyakran nem is történik látványos borzalom, a cselekmény, illetve az azok mögött megbúvó és felsejlő erők félelemmel töltik el az olvasót. Gyakran nem is lehet fényt deríteni arra, hogy mi a pontos kiváltó ok, és sokszor pont ez okozza a zavaró hatást. Ebbe a pszichikai kategóriába tartoznak például Howard Phillips Lovecraft vagy Edgar Allan Poe művei. A számítógépes játékok között a Dan Salvato által alkotott Doki Doki Literature Club tartozik ezek közé. A filmek között ezt gyakran nem is horrornak, hanem thrillernek hívják. Itt megemlíthető a Twin Peaks vagy az Örvény című filmsorozat. Ennek a stílusnak a régies neve "Rémtörténet".

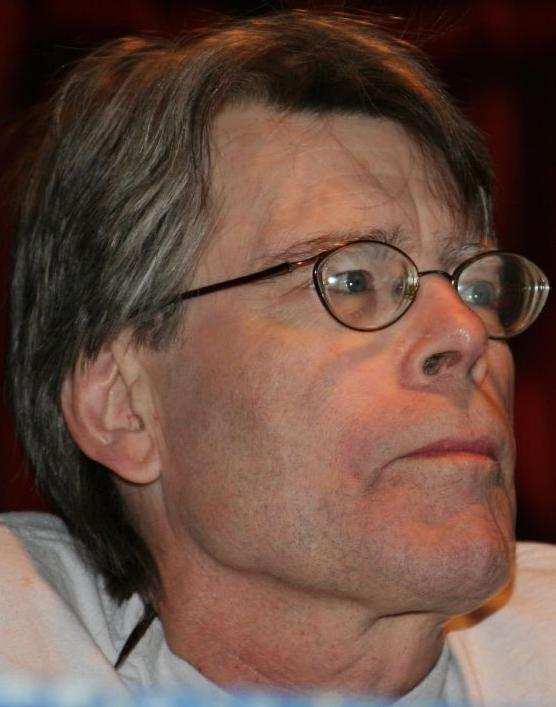
Stephen Kinget a horror koronázatlan királyának is nevezik

A műfaj másik része a dolgok fizikai oldalával foglalkozik. Jellemző rájuk a vér, fájdalom és erőszak látványos bemutatása. A hangsúly ezek megjelenítésén van, a történet ezzel próbálja meg elérni zavaró hatását. Gyakran vonultat fel fantasztikus szörnyeket, zombikat, könyörtelen gyilkosokat. Ebbe a kategóriába tartozik Robert Bloch, R. L. Stine, Clive Barker, Peter Straub és Stephen King számos regénye, illetve a Silent Hill vagy a Holtak hajnala című film.